# أندرياس كوفاتش
أندرياس كوفاتش (بالمجرية: Kovács András) (و. 1925 – 2017 م) هو مخرج أفلام، وكاتب سيناريو، وأستاذ جامعي مجري، شارك في دوكومنتا 6 ‏، توفي في بودابست، عن عمر يناهز 92 عاماً.

## التعليم
تعلم في جامعة الفنون المسرحية والسينمائية (حتى 1950).

## جوائز
حصل على جوائز منها:
- Master of Hungarian Motion Picture  [لغات أخرى]‏ (2004)
- جائزة بيلا بالاش  [لغات أخرى]‏
- جائزة كوشوت [الإنجليزية]‏.

## وصلات خارجية
- أندرياس كوفاتش على موقع IMDb (الإنجليزية)
- أندرياس كوفاتش على موقع روتن توميتوز (الإنجليزية)
- أندرياس كوفاتش على موقع أول موفي (الإنجليزية)
- أندرياس كوفاتش على موقع قاعدة بيانات الأفلام السويدية (السويدية)
- أندرياس كوفاتش على موقع قاعدة بيانات الفيلم (الإنجليزية)
- أندرياس كوفاتش على موقع كينوبويسك (الروسية)